# Nico Leeftink
Nico Leeftink (Enschede, 19 maart 1922 – aldaar, 18 december 1996) was een Nederlandse cricketinternational en hockeyer van het Nederlands B team. 

## Biografie
Leeftink, geboren en getogen in Enschede, nam na de middelbare school de sportwinkel Sporthuis Leeftink van zijn vader Jan over, de naamgever van de "Leeftinkbeker" voor de hockeyclubkampioen van Twente. Nico Leeftink specialiseerde zich vooral op hockey-, cricket- en tennisartikelen en breidde de zaak uit met een hockey- en cricketgroothandel in Den Haag aan de van Speykstraat.

## Cricket
Leeftink debuteerde in 1939 in het eerste cricketteam van Prinses Wilhelmina (PW) en werd meteen dat jaar landskampioen. Hij speelde 25 jaar onafgebroken met PW in de Eerste (hoogste) klasse. Hij was een goede allrounder (bowler en batsman), met een lichte voorkeur voor batten. Hij speelde tussen 1948 en 1957 15 keer in het Nederlands cricketelftal speelde, een aantal dat beperkt bleef door een structurele schouderblessure en doordat er in die jaren maar een gering aantal interlands per jaar werd gespeeld.
Hij speelde interlands tegen cricketgrootmachten Zuid-Afrika en West-Indië, beide op het terrein van de Haarlemse cricketclub Rood en Wit. In 1951 sloeg hij tegen het Zuid-Afrikaans cricketelftal een gigantische zes hoog over de bomen en in 1953 bowlde hij tegen het West-Indisch cricketelftal 4-53 (4 wickets voor 53 runs) en sloeg hij twee zessen op het bowlen van een van 's werelds beste cricketers, Gary Sobers.

## Hockey
Als hockeyer speelde Leeftink vanaf het seizoen '40-'41 tot en met 1957 in het toen succesvolle eerste elftal van De Kromme Stok (DKS). Met DKS, bijgenaamd "De Kanaries", werd hij zeven keer Oostelijks kampioen, waarvan vijf keer als aanvoerder. Hierna werd gespeeld om het landskampioenschap met de andere regiokampioenen.
Leeftink scoorde de eerste jaren op de midvoorpositie vele goals, waaronder alle zeven in de Treslingbekerwedstrijd tegen GHBS in 1950. Later speelde hij als laatste man maar nam vaak de voorhoedepositie weer in, indien de stand het vereiste. Leeftink speelde ook in het Nederlands B-elftal en in het Oostelijk elftal.
Na zijn actieve carrière coachte hij nog het eerste herenelftal van DKS en ook op bestuurlijk niveau heeft hij zijn bijdrage geleverd in het bestuur en in lustrumcommissies. Voor al zijn verdiensten voor de club werd Leeftink in 1962 het erelidmaatschap van DKS aangeboden. 

## Sportzaken
Door zijn vriendschap met Surrey-aanvoerder Stuart Surridge verwierf Leeftink de verkooprechten in Nederland van zowel het Surridge-cricketbat als van de Hans Raj Mahajan-hockeystick (waaronder het topmodel Chakarvarti). Mede doordat zijn zonen hun toekomst elders hadden gepland, werden de sportzaken in 1978 beëindigd. Wel zijn nog een aantal historische hockeyattributen van Sporthuis Leeftink (waaronder een zeer vroege hockeystick en de "sinaasappelhockeybal") opgenomen op de website hockeymuseum.nl.